# Tipula (Dendrotipula) westwoodiana
Tipula (Dendrotipula) westwoodiana is een tweevleugelige uit de familie langpootmuggen (Tipulidae). De soort komt voor in het Palearctisch gebied.